# Eleição municipal de Jundiaí em 1996
A eleição municipal em Jundiaí aconteceu em 1996 como parte das eleições nos 26 estados brasileiros. A eleição ocorreu em turno único, sendo em 3 de outubro. Ao final foram eleitos o prefeito, o vice-prefeito e 21 vereadores.

## Candidatos
|  | Nº | Candidato(a) a prefeito | Candidato(a) a prefeito                             | Candidato(a) a vice-prefeito | Candidato(a) a vice-prefeito | Coligação                                                      |
|  | -- | ----------------------- | --------------------------------------------------- | ---------------------------- | ---------------------------- | -------------------------------------------------------------- |
|  | 11 |                         | Jorge Nassif Haddad (PPB) Jorge Nassif Haddad       |                              | n/d                          | Sem coligação - Partido Progressista Brasileiro (PPB)          |
|  | 13 |                         | Pedro Bigardi (PT) Pedro Antonio Bigardi            |                              | n/d                          | Sem coligação - Partido dos Trabalhadores (PT)                 |
|  | 14 |                         | Walmor Barbosa Martins (PTB) Walmor Barbosa Martins |                              | n/d                          | Sem coligação - Partido Trabalhista Brasileiro (PTB)           |
|  | 45 |                         | Miguel Haddad (PSDB) Miguel Moubadda Haddad         |                              | Ary Fossen (PSDB) Ary Fossen | Sem coligação - Partido da Social Democracia Brasileira (PSDB) |

## Resultados do Primeiro Turno

### Prefeito
Resultado das eleições para prefeito de Jundiaí. 100,00% apurado.
| 1º Turno 3 de outubro de 1996 | 1º Turno 3 de outubro de 1996 | 1º Turno 3 de outubro de 1996 | 1º Turno 3 de outubro de 1996 |
| Candidato(a)                  | Vice                          | Votação                       | Votação                       |
| Candidato(a)                  | Vice                          | Total                         | Porcentagem                   |
| ----------------------------- | ----------------------------- | ----------------------------- | ----------------------------- |
| Miguel Haddad (PSDB)          | Ary Fossen (PSDB)             | 80.163                        | 52,78%                        |
| Walmor Barbosa Martins (PTB)  | n/d                           | 37.832                        | 24,91%                        |
| Pedro Bigardi (PT)            | n/d                           | 24.917                        | 16,40%                        |
| Jorge Nassif Haddad (PPB)     | n/d                           | 8.976                         | 5,91%                         |
| Total de votos válidos        | Total de votos válidos        | 151.888                       | 100,00%                       |
| Votos apurados                |                               |                               |                               |
| Votos válidos                 | Votos válidos                 | 151.888                       | 85,53%                        |
| Votos em branco               | Votos em branco               | 4.340                         | 2,44%                         |
| Votos nulos                   | Votos nulos                   | 21.352                        | 12,02%                        |
| Total de votos apurados       | Total de votos apurados       | 177.580                       | 100,00%                       |
| Eleitores                     |                               |                               |                               |
| Comparecimento                | Comparecimento                | 177.580                       | 89,50%                        |
| Abstenções                    | Abstenções                    | 20.831                        | 10,50%                        |
| Total de eleitores            | Total de eleitores            | 198.411                       | 100,00%                       |

### Vereador
Resultado das eleições para vereador de Jundiaí. 100,00% apurado.
| Candidato(a)                                                  | Partido                                                       | Número                                                        | Votação | Votação     |
| Candidato(a)                                                  | Partido                                                       | Número                                                        | Total   | Porcentagem |
| ------------------------------------------------------------- | ------------------------------------------------------------- | ------------------------------------------------------------- | ------- | ----------- |
| José Antonio Kachan                                           | PSB                                                           | 40666                                                         | 3.300   | 1,86%       |
| Antonio Galdino                                               | PT                                                            | 13633                                                         | 2.842   | 1,60%       |
| Antonio Carlos Pereira Neto                                   | PPB                                                           | 11605                                                         | 2.739   | 1,54%       |
| Sergio Shiguihara                                             | PSDB                                                          | 45654                                                         | 2.635   | 1,48%       |
| Ana Vicente Tonelli                                           | PSDB                                                          | 45645                                                         | 2.380   | 1,34%       |
| Aylton Mario de Souza                                         | PTB                                                           | 14650                                                         | 2.241   | 1,26%       |
| Alberto Alves da Fonseca                                      | PSDB                                                          | 45665                                                         | 2.135   | 1,20%       |
| Oraci Gotardo                                                 | PSDB                                                          | 45699                                                         | 2.006   | 1,13%       |
| Ademir Pedro Victor                                           | PSB                                                           | 40654                                                         | 1.880   | 1,06%       |
| Antonio Carlos de Castro Siqueira                             | PSDB                                                          | 45622                                                         | 1.749   | 0,98%       |
| Mauro Marcial Menuchi                                         | PT                                                            | 13666                                                         | 1.690   | 0,95%       |
| Silvana Ribeiro Baptista                                      | PSDB                                                          | 45616                                                         | 1.648   | 0,93%       |
| Eder Guglielmin                                               | PSB                                                           | 40663                                                         | 1.615   | 0,91%       |
| Francisco de Assis Poço                                       | PSDB                                                          | 45628                                                         | 1.546   | 0,87%       |
| Marcilio Carra                                                | PSB                                                           | 40622                                                         | 1.525   | 0,86%       |
| José Carlos Dias                                              | PL                                                            | 22620                                                         | 1.424   | 0,80%       |
| Durval Orlato                                                 | PT                                                            | 13610                                                         | 1.282   | 0,72%       |
| Carlos Moreira da Cruz                                        | PTB                                                           | 14602                                                         | 1.239   | 0,70%       |
| Wanderlei Ribeiro                                             | PL                                                            | 22660                                                         | 1.083   | 0,61%       |
| Pedro Joel Lanza                                              | PTB                                                           | 14615                                                         | 1.075   | 0,61%       |
| Felisberto Negri Neto                                         | PPB                                                           | 11611                                                         | 924     | 0,52%       |
| Total de votos válidos (incluindo os suplentes e não eleitos) | Total de votos válidos (incluindo os suplentes e não eleitos) | Total de votos válidos (incluindo os suplentes e não eleitos) | 150.247 | 100,00%     |
| Votos apurados                                                |                                                               |                                                               |         |             |
| Votos válidos                                                 | Votos válidos                                                 | Votos válidos                                                 | 150.247 | 84,86%      |
| Votos em branco                                               | Votos em branco                                               | Votos em branco                                               | 7.146   | 4,04%       |
| Votos nulos                                                   | Votos nulos                                                   | Votos nulos                                                   | 19.660  | 11,10%      |
| Total de votos apurados                                       | Total de votos apurados                                       | Total de votos apurados                                       | 177.053 | 100,00%     |